# Hlipiceni
Hlipiceni je  obec v župě Botoșani v Rumunsku. Žije zde přibližně 3 000 obyvatel. Součástí obce jsou i dvě okolní vesnice.

## Části obce
- Hlipiceni – 1 462 obyvatel
- Dragalina – 299 obyvatel
- Victoria – 1 255 obyvatel